# Деджазмач
Деджазмач (англ. Dejazmach; або деджач) — найстаріший військовий почесний титул і один з найстаріших придворних титулів у середньовічній Ефіопії.
Титул деджазмач в перекладі означає «той, хто захищає вхід в імператорський намет» і походить ще з часів, коли ефіопський імператор не мав постійної резиденції.
Деджазмач командував військами, охороняв особисто особу імператора. Приблизно з 1800 року цей титул носив хтось із найвпливовіших князів Ефіопії. Він мав почесне право володіння до 12 барабанами — негара, при цьому один негара відповідав однієї з провінцій підпорядкування. Першим з деджазмачів завжди вважався правитель провінції Бегемдер. Пізніше цей титул також носили правителі провінцій Сидамо і Балі.
У 1930 році звання деджазмач в ефіопській армії було замінено на звання генерал-полковник.